# Konstantin Landa
Pour les articles homonymes, voir Landa.
Konstantin Iourievitch Landa est un joueur et un entraîneur d'échecs soviétique puis russe né le 22 mai 1972 à Omsk et mort le 12 octobre 2022.
Au 1er avril 2014, il est le 122e joueur mondial et le 30e joueur russe avec un classement Elo de 2 630 points. Son meilleur classement Elo a été de 2 674 points, atteint en octobre 2007 (32e joueur mondial).

## Biographie et carrière

### Carrière de joueur
Il aborde les échecs sous la férule d'Alexander Goldin et d'Evgueny Svechnikov puis intègre l'école de Mikhaïl Botvinnik. En 1989, il devient vice-champion d'Union soviétique des moins de 20 ans.
Landa remporta le championnat de Russie junior en 1992 (après la chute de l'URSS).
Après avoir obtenu le titre de grand maître international en 1995, il gagna les tournois de Noïabrsk 1995, de Trieste 2005 et  le tournoi de Reggio-Emilia 2005-2006.
En 1999, il émigra en Allemagne où il devint un joueur professionnel.
Lors du Championnat du monde de la Fédération internationale des échecs 2004, il fut éliminé au premier tour par Sergueï Movsessian (1,5 à 2,5). Lors de la coupe du monde d'échecs 2007, il fut éliminé au premier tour par Vladislav Nevednichy.

### Carrière d'entraîneur
Entraîneur senior de la fédération internationale en 2011, Landa a entraîné notamment le  numéro un allemand Arkadij Naiditsch, Alexandra Kosteniouk  ainsi que l'équipe d'Iran lors de l'olympiade d'échecs de 2012. Parmi ses autres élèves notoires figurent aussi Evgueni Alekseïev et Aleksandra Goriatchkina.

### Fin de vie
Atteint d'un cancer, il meurt le 12 octobre 2022 à l'âge de 50 ans.